# غلوريا فرانكل
غلوريا فرانكل (بالإنجليزية: Gloria Frankel)‏ هي ناشطة حقوق إل جي بي تي أمريكية، ولدت في 15 أبريل 1940، وتوفيت في 6 أكتوبر 2007.